# Copa de Escocia
La Copa de Escocia (en inglés Scottish Cup) es una competición de fútbol de Escocia en la que participan equipos de la Scottish Premiership, Primera, Segunda y Tercera división.
A pesar de que es solo la segunda competición más antigua en la historia de la asociación de fútbol, después de la Copa FA, el trofeo de la Copa de Escocia es el más antiguo en la asociación de fútbol y es también el trofeo nacional más antiguo en el mundo. Fue presentado primero a Queen's Park, que ganó el partido final del torneo inaugural en marzo de 1874.

## Formato
La competición tiene un formato muy similar al de la FA Cup de Inglaterra, con un partido a eliminación directa.
Si el partido termina en empate, se juega un segundo partido en la cancha del otro equipo. Si persiste el empate se juega prórroga y penaltis. La Semifinal se juega en un estadio neutral, normalmente en Hampden Park. La final se juega tradicionalente también en ese estadio, pero debido a reparaciones se jugó en algunas ocasiones en Celtic Park e Ibrox Stadium.
Los equipos de la Segunda y Tercera división juegan la primera ronda, los de Primera División y de la Premier League entran automáticamente en la Tercera ronda.
El equipo campeón accede a la segunda ronda de clasificación de la Liga Europea de la UEFA.

## Palmarés
| Temporada | Campeón                                                         | Resultado                                                       | Subcampeón                                                      | Sede de la Final                                                |
| --------- | --------------------------------------------------------------- | --------------------------------------------------------------- | --------------------------------------------------------------- | --------------------------------------------------------------- |
| 1873-74   | Queen's Park                                                    | 2 - 0                                                           | Clydesdale                                                      | Hampden Park, Glasgow                                           |
| 1874-75   | Queen's Park                                                    | 3 - 0                                                           | Renton                                                          | Hampden Park, Glasgow                                           |
| 1875-76   | Queen's Park                                                    | 1 - 1; 2 - 0                                                    | Third Lanark                                                    | Hamilton Crescent, Glasgow                                      |
| 1876-77   | Vale of Leven                                                   | 1 - 1; 1 - 1; 3 - 2                                             | Rangers                                                         | Hamilton Crescent, Glasgow                                      |
| 1877-78   | Vale of Leven                                                   | 1 - 0                                                           | Third Lanark                                                    | Hampden Park, Glasgow                                           |
| 1878-79   | Vale of Leven                                                   | 1 - 1; w/o                                                      | Rangers                                                         | Hampden Park, Glasgow                                           |
| 1879-80   | Queen's Park                                                    | 3 - 0                                                           | Thornliebank                                                    | Hampden Park, Glasgow                                           |
| 1880-81   | Queen's Park                                                    | 2 - 1 (anulado); 3 - 1                                          | Dumbarton                                                       | Kinning Park, Glasgow                                           |
| 1881-82   | Queen's Park                                                    | 2 - 2; 4 - 1                                                    | Dumbarton                                                       | Cathkin Park, Glasgow                                           |
| 1882-83   | Dumbarton                                                       | 2 - 2; 2 - 1                                                    | Vale of Leven                                                   | Hampden Park, Glasgow                                           |
| 1883-84   | Queen's Park                                                    | walkover                                                        | Vale of Leven                                                   | Cathkin Park, Glasgow                                           |
| 1884-85   | Renton                                                          | 0 - 0; 3 - 1                                                    | Vale of Leven                                                   | Hampden Park, Glasgow                                           |
| 1885-86   | Queen's Park                                                    | 3 - 1                                                           | Renton                                                          | Cathkin Park, Glasgow                                           |
| 1886-87   | Hibernian                                                       | 2 - 1                                                           | Dumbarton                                                       | Hampden Park, Glasgow                                           |
| 1887-88   | Renton                                                          | 6 - 1                                                           | Cambuslang                                                      | Hampden Park, Glasgow                                           |
| 1888-89   | Third Lanark                                                    | 2 - 1                                                           | Celtic                                                          | Hampden Park, Glasgow                                           |
| 1889-90   | Queen's Park                                                    | 1 - 1; 2 - 1                                                    | Vale of Leven                                                   | Ibrox Park, Glasgow                                             |
| 1890-91   | Heart of Midlothian                                             | 1 - 0                                                           | Dumbarton                                                       | Hampden Park, Glasgow                                           |
| 1891-92   | Celtic                                                          | 5 - 1                                                           | Queen's Park                                                    | Ibrox Park, Glasgow                                             |
| 1892-93   | Queen's Park                                                    | 2 - 1                                                           | Celtic                                                          | Ibrox Park, Glasgow                                             |
| 1893-94   | Rangers                                                         | 3 - 1                                                           | Celtic                                                          | Hampden Park, Glasgow                                           |
| 1894-95   | St Bernard's                                                    | 2 - 1                                                           | Renton                                                          | Ibrox Park, Glasgow                                             |
| 1895-96   | Heart of Midlothian                                             | 3 - 1                                                           | Hibernian                                                       | Logie Green, Edimburgo                                          |
| 1896-97   | Rangers                                                         | 5 - 1                                                           | Dumbarton                                                       | Hampden Park, Glasgow                                           |
| 1897-98   | Rangers                                                         | 2 - 0                                                           | Kilmarnock                                                      | Hampden Park, Glasgow                                           |
| 1898-99   | Celtic                                                          | 2 - 0                                                           | Rangers                                                         | Hampden Park, Glasgow                                           |
| 1899-00   | Celtic                                                          | 4 - 3                                                           | Queen's Park                                                    | Ibrox Park, Glasgow                                             |
| 1900-01   | Heart of Midlothian                                             | 4 - 3                                                           | Celtic                                                          | Ibrox Park, Glasgow                                             |
| 1901-02   | Hibernian                                                       | 1 - 0                                                           | Celtic                                                          | Celtic Park, Glasgow                                            |
| 1902-03   | Rangers                                                         | 1 - 1; 0 - 0; 2 - 0                                             | Heart of Midlothian                                             | Celtic Park, Glasgow                                            |
| 1903-04   | Celtic                                                          | 3 - 2                                                           | Rangers                                                         | Hampden Park, Glasgow                                           |
| 1904-05   | Third Lanark                                                    | 0 - 0; 3 - 1                                                    | Rangers                                                         | Hampden Park, Glasgow                                           |
| 1905-06   | Heart of Midlothian                                             | 1 - 0                                                           | Third Lanark                                                    | Ibrox Park, Glasgow                                             |
| 1906-07   | Celtic                                                          | 3 - 0                                                           | Heart of Midlothian                                             | Hampden Park, Glasgow                                           |
| 1907-08   | Celtic                                                          | 5 - 1                                                           | Saint Mirren                                                    | Hampden Park, Glasgow                                           |
| 1908-09   | Final anulada por incidentes entre hinchas de Celtic y Rangers. | Final anulada por incidentes entre hinchas de Celtic y Rangers. | Final anulada por incidentes entre hinchas de Celtic y Rangers. | Final anulada por incidentes entre hinchas de Celtic y Rangers. |
| 1909-10   | Dundee                                                          | 2 - 2; 0 - 0; 2 - 1                                             | Clyde                                                           | Ibrox Park, Glasgow                                             |
| 1910-11   | Celtic                                                          | 0 - 0; 2 - 0                                                    | Hamilton Academical                                             | Ibrox Park, Glasgow                                             |
| 1911-12   | Celtic                                                          | 2 - 0                                                           | Clyde                                                           | Ibrox Park, Glasgow                                             |
| 1912-13   | Falkirk                                                         | 2 - 0                                                           | Raith Rovers                                                    | Celtic Park, Glasgow                                            |
| 1913-14   | Celtic                                                          | 0 - 0; 4 - 1                                                    | Hibernian                                                       | Ibrox Park, Glasgow                                             |
| 1914-1918 | Copa no disputada por la Primera Guerra Mundial                 | Copa no disputada por la Primera Guerra Mundial                 | Copa no disputada por la Primera Guerra Mundial                 | Copa no disputada por la Primera Guerra Mundial                 |
| 1919-20   | Kilmarnock                                                      | 3 - 2                                                           | Albion Rovers                                                   | Celtic Park, Glasgow                                            |
| 1920-21   | Partick Thistle                                                 | 1 - 0                                                           | Rangers                                                         | Celtic Park, Glasgow                                            |
| 1921-22   | Morton                                                          | 1 - 0                                                           | Rangers                                                         | Hampden Park, Glasgow                                           |
| 1922-23   | Celtic                                                          | 1 - 0                                                           | Hibernian                                                       | Hampden Park, Glasgow                                           |
| 1923-24   | Airdrieonians                                                   | 2 - 0                                                           | Hibernian                                                       | Ibrox Park, Glasgow                                             |
| 1924-25   | Celtic                                                          | 2 - 1                                                           | Dundee                                                          | Hampden Park, Glasgow                                           |
| 1925-26   | Saint Mirren                                                    | 2 - 0                                                           | Celtic                                                          | Hampden Park, Glasgow                                           |
| 1926-27   | Celtic                                                          | 3 - 1                                                           | East Fife                                                       | Hampden Park, Glasgow                                           |
| 1927-28   | Rangers                                                         | 4 - 0                                                           | Celtic                                                          | Hampden Park, Glasgow                                           |
| 1928-29   | Kilmarnock                                                      | 1 - 0                                                           | Rangers                                                         | Hampden Park, Glasgow                                           |
| 1929-30   | Rangers                                                         | 0 - 0; 2 - 1                                                    | Partick Thistle                                                 | Hampden Park, Glasgow                                           |
| 1930-31   | Celtic                                                          | 2 - 2; 4 - 2                                                    | Motherwell                                                      | Hampden Park, Glasgow                                           |
| 1931-32   | Rangers                                                         | 1 - 1; 3 - 0                                                    | Kilmarnock                                                      | Hampden Park, Glasgow                                           |
| 1932-33   | Celtic                                                          | 1 - 0                                                           | Motherwell                                                      | Hampden Park, Glasgow                                           |
| 1933-34   | Rangers                                                         | 5 - 0                                                           | Saint Mirren                                                    | Hampden Park, Glasgow                                           |
| 1934-35   | Rangers                                                         | 2 - 1                                                           | Hamilton Academical                                             | Hampden Park, Glasgow                                           |
| 1935-36   | Rangers                                                         | 1 - 0                                                           | Third Lanark                                                    | Hampden Park, Glasgow                                           |
| 1936-37   | Celtic                                                          | 2 - 1                                                           | Aberdeen                                                        | Hampden Park, Glasgow                                           |
| 1937-38   | East Fife                                                       | 1 - 1; 4 - 2                                                    | Kilmarnock                                                      | Hampden Park, Glasgow                                           |
| 1938-39   | Clyde                                                           | 4 - 0                                                           | Motherwell                                                      | Hampden Park, Glasgow                                           |
| 1939-45   | Copa no disputada por la Segunda Guerra Mundial                 | Copa no disputada por la Segunda Guerra Mundial                 | Copa no disputada por la Segunda Guerra Mundial                 | Copa no disputada por la Segunda Guerra Mundial                 |
| 1946-47   | Aberdeen                                                        | 2 - 1                                                           | Hibernian                                                       | Hampden Park, Glasgow                                           |
| 1947-48   | Rangers                                                         | 1 - 1; 1 - 0                                                    | Morton                                                          | Hampden Park, Glasgow                                           |
| 1948-49   | Rangers                                                         | 4 - 1                                                           | Clyde                                                           | Hampden Park, Glasgow                                           |
| 1949-50   | Rangers                                                         | 3 - 0                                                           | East Fife                                                       | Hampden Park, Glasgow                                           |
| 1950-51   | Celtic                                                          | 1 - 0                                                           | Motherwell                                                      | Hampden Park, Glasgow                                           |
| 1951-52   | Motherwell                                                      | 4 - 0                                                           | Dundee FC                                                       | Hampden Park, Glasgow                                           |
| 1952-53   | Rangers                                                         | 1 - 1; 1 - 0                                                    | Aberdeen                                                        | Hampden Park, Glasgow                                           |
| 1953-54   | Celtic                                                          | 2 - 1                                                           | Aberdeen                                                        | Hampden Park, Glasgow                                           |
| 1954-55   | Clyde                                                           | 1 - 1; 1 - 0                                                    | Celtic                                                          | Hampden Park, Glasgow                                           |
| 1955-56   | Heart of Midlothian                                             | 3 - 1                                                           | Celtic                                                          | Hampden Park, Glasgow                                           |
| 1956-57   | Falkirk                                                         | 1 - 1; 2 - 1                                                    | Kilmarnock                                                      | Hampden Park, Glasgow                                           |
| 1957-58   | Clyde                                                           | 1 - 0                                                           | Hibernian                                                       | Hampden Park, Glasgow                                           |
| 1958-59   | Saint Mirren                                                    | 3 - 1                                                           | Aberdeen                                                        | Hampden Park, Glasgow                                           |
| 1959-60   | Rangers                                                         | 2 - 0                                                           | Kilmarnock                                                      | Hampden Park, Glasgow                                           |
| 1960-61   | Dunfermline Athletic                                            | 0 - 0; 2 - 0                                                    | Celtic                                                          | Hampden Park, Glasgow                                           |
| 1961-62   | Rangers                                                         | 2 - 0                                                           | Saint Mirren                                                    | Hampden Park, Glasgow                                           |
| 1962-63   | Rangers                                                         | 1 - 1; 3 - 0                                                    | Celtic                                                          | Hampden Park, Glasgow                                           |
| 1963-64   | Rangers                                                         | 3 - 1                                                           | Dundee                                                          | Hampden Park, Glasgow                                           |
| 1964-65   | Celtic                                                          | 3 - 2                                                           | Dunfermline Athletic                                            | Hampden Park, Glasgow                                           |
| 1965-66   | Rangers                                                         | 0 - 0; 1 - 0                                                    | Celtic                                                          | Hampden Park, Glasgow                                           |
| 1966-67   | Celtic                                                          | 2–0                                                             | Aberdeen                                                        | Hampden Park, Glasgow                                           |
| 1967-68   | Dunfermline Athletic                                            | 3 - 1                                                           | Heart of Midlothian                                             | Hampden Park, Glasgow                                           |
| 1968-69   | Celtic                                                          | 4 - 0                                                           | Rangers                                                         | Hampden Park, Glasgow                                           |
| 1969-70   | Aberdeen                                                        | 3 - 1                                                           | Celtic                                                          | Hampden Park, Glasgow                                           |
| 1970-71   | Celtic                                                          | 1 - 1; 2 - 1                                                    | Rangers                                                         | Hampden Park, Glasgow                                           |
| 1971-72   | Celtic                                                          | 6 - 1                                                           | Hibernian                                                       | Hampden Park, Glasgow                                           |
| 1972-73   | Rangers                                                         | 3 - 2                                                           | Celtic                                                          | Hampden Park, Glasgow                                           |
| 1973-74   | Celtic                                                          | 3 - 0                                                           | Dundee United                                                   | Hampden Park, Glasgow                                           |
| 1974-75   | Celtic                                                          | 3 - 1                                                           | Airdrieonians                                                   | Hampden Park, Glasgow                                           |
| 1975-76   | Rangers                                                         | 3 - 1                                                           | Heart of Midlothian                                             | Hampden Park, Glasgow                                           |
| 1976-77   | Celtic                                                          | 1 - 0                                                           | Rangers                                                         | Hampden Park, Glasgow                                           |
| 1977-78   | Rangers                                                         | 2 - 1                                                           | Aberdeen                                                        | Hampden Park, Glasgow                                           |
| 1978-79   | Rangers                                                         | 0 - 0; 0 - 0; 3 - 2                                             | Hibernian                                                       | Hampden Park, Glasgow                                           |
| 1979-80   | Celtic                                                          | 1 - 0                                                           | Rangers                                                         | Hampden Park, Glasgow                                           |
| 1980-81   | Rangers                                                         | 0 - 0; 4 - 1                                                    | Dundee United                                                   | Hampden Park, Glasgow                                           |
| 1981-82   | Aberdeen                                                        | 4 - 1                                                           | Rangers                                                         | Hampden Park, Glasgow                                           |
| 1982-83   | Aberdeen                                                        | 1 - 0                                                           | Rangers                                                         | Hampden Park, Glasgow                                           |
| 1983-84   | Aberdeen                                                        | 2 - 1                                                           | Celtic                                                          | Hampden Park, Glasgow                                           |
| 1984-85   | Celtic                                                          | 2 - 1                                                           | Dundee United                                                   | Hampden Park, Glasgow                                           |
| 1985-86   | Aberdeen                                                        | 3 - 0                                                           | Heart of Midlothian                                             | Hampden Park, Glasgow                                           |
| 1986-87   | Saint Mirren                                                    | 1 - 0                                                           | Dundee United                                                   | Hampden Park, Glasgow                                           |
| 1987-88   | Celtic                                                          | 2 - 1                                                           | Dundee United                                                   | Hampden Park, Glasgow                                           |
| 1988-89   | Celtic                                                          | 1 - 0                                                           | Rangers                                                         | Hampden Park, Glasgow                                           |
| 1989-90   | Aberdeen                                                        | 0 - 0 (9 - 8 pen.)                                              | Celtic                                                          | Hampden Park, Glasgow                                           |
| 1990-91   | Motherwell                                                      | 4 - 3                                                           | Dundee United                                                   | Hampden Park, Glasgow                                           |
| 1991-92   | Rangers                                                         | 2 - 1                                                           | Airdrieonians                                                   | Hampden Park, Glasgow                                           |
| 1992-93   | Rangers                                                         | 2 - 1                                                           | Aberdeen                                                        | Celtic Park, Glasgow                                            |
| 1993-94   | Dundee United                                                   | 1 - 0                                                           | Rangers                                                         | Hampden Park, Glasgow                                           |
| 1994-95   | Celtic                                                          | 1 - 0                                                           | Airdrieonians                                                   | Hampden Park, Glasgow                                           |
| 1995-96   | Rangers                                                         | 5 - 1                                                           | Heart of Midlothian                                             | Hampden Park, Glasgow                                           |
| 1996-97   | Kilmarnock                                                      | 1 - 0                                                           | Falkirk                                                         | Ibrox Stadium, Glasgow                                          |
| 1997-98   | Heart of Midlothian                                             | 2 - 1                                                           | Rangers                                                         | Celtic Park, Glasgow                                            |
| 1998-99   | Rangers                                                         | 1 - 0                                                           | Celtic                                                          | Hampden Park, Glasgow                                           |
| 1999-00   | Rangers                                                         | 4 - 0                                                           | Aberdeen                                                        | Hampden Park, Glasgow                                           |
| 2000-01   | Celtic                                                          | 3 - 0                                                           | Hibernian                                                       | Hampden Park, Glasgow                                           |
| 2001-02   | Rangers                                                         | 3 - 2                                                           | Celtic                                                          | Hampden Park, Glasgow                                           |
| 2002-03   | Rangers                                                         | 1 - 0                                                           | Dundee FC                                                       | Hampden Park, Glasgow                                           |
| 2003-04   | Celtic                                                          | 3 - 1                                                           | Dunfermline Athletic                                            | Hampden Park, Glasgow                                           |
| 2004-05   | Celtic                                                          | 1 - 0                                                           | Dundee United                                                   | Hampden Park, Glasgow                                           |
| 2005-06   | Heart of Midlothian                                             | 1 - 1 (4 - 2 pen.)                                              | Gretna                                                          | Hampden Park, Glasgow                                           |
| 2006-07   | Celtic                                                          | 1 - 0                                                           | Dunfermline Athletic                                            | Hampden Park, Glasgow                                           |
| 2007-08   | Rangers                                                         | 3 - 2                                                           | Queen of the South                                              | Hampden Park, Glasgow                                           |
| 2008-09   | Rangers                                                         | 1 - 0                                                           | Falkirk                                                         | Hampden Park, Glasgow                                           |
| 2009-10   | Dundee United                                                   | 3 - 0                                                           | Ross County                                                     | Hampden Park, Glasgow                                           |
| 2010-11   | Celtic                                                          | 3 - 0                                                           | Motherwell                                                      | Hampden Park, Glasgow                                           |
| 2011-12   | Heart of Midlothian                                             | 5 - 1                                                           | Hibernian                                                       | Hampden Park, Glasgow                                           |
| 2012-13   | Celtic                                                          | 3 - 0                                                           | Hibernian                                                       | Hampden Park, Glasgow                                           |
| 2013-14   | St. Johnstone                                                   | 2 - 0                                                           | Dundee United                                                   | Celtic Park, Glasgow                                            |
| 2014-15   | Inverness                                                       | 2 - 1                                                           | Falkirk                                                         | Hampden Park, Glasgow                                           |
| 2015-16   | Hibernian                                                       | 3 - 2                                                           | Rangers                                                         | Hampden Park, Glasgow                                           |
| 2016-17   | Celtic                                                          | 2 - 1                                                           | Aberdeen                                                        | Hampden Park, Glasgow                                           |
| 2017-18   | Celtic                                                          | 2 - 0                                                           | Motherwell                                                      | Hampden Park, Glasgow                                           |
| 2018-19   | Celtic                                                          | 2 - 1                                                           | Heart of Midlothian                                             | Hampden Park, Glasgow                                           |
| 2019-20   | Celtic                                                          | 3 - 3 (4 - 3 pen.)                                              | Heart of Midlothian                                             | Hampden Park, Glasgow                                           |
| 2020-21   | St. Johnstone                                                   | 1 - 0                                                           | Hibernian                                                       | Hampden Park, Glasgow                                           |
| 2021-22   | Rangers                                                         | 2 - 0 (t. s.)                                                   | Heart of Midlothian                                             | Hampden Park, Glasgow                                           |
| 2022-23   | Celtic                                                          | 3 - 1                                                           | Inverness                                                       | Hampden Park, Glasgow                                           |
| 2023-24   | Celtic                                                          | 1 - 0                                                           | Rangers                                                         | Hampden Park, Glasgow                                           |
| 2024-25   | Aberdeen                                                        | 1 - 1 (4 - 3 pen.)                                              | Celtic                                                          | Hampden Park, Glasgow                                           |

## Títulos por Club
| Club                 | Títulos | Subtítulos | Años campeón |
| -------------------- | ------- | ---------- | --- |
| Celtic               | 42      | 19         | 1892, 1899, 1900, 1904, 1907, 1908, 1911, 1912, 1914, 1923, 1925, 1927, 1931, 1933, 1937, 1951, 1954, 1965, 1967, 1969, 1971, 1972, 1974, 1975, 1977, 1980, 1985, 1988, 1989, 1995, 2001, 2004, 2005, 2007, 2011, 2013, 2017, 2018, 2019, 2020, 2023, 2024 |
| Rangers              | 34      | 19         | 1894, 1897, 1898, 1903, 1928, 1930, 1932, 1934, 1935, 1936, 1948, 1949, 1950, 1953, 1960, 1962, 1963, 1964, 1966, 1973, 1976, 1978, 1979, 1981, 1992, 1993, 1996, 1999, 2000, 2002, 2003, 2008, 2009, 2022                                                 |
| Queen's Park         | 10      | 2          | 1874, 1875, 1876, 1880, 1881, 1882, 1884, 1886, 1890, 1893 |
| Heart of Midlothian  | 8       | 9          | 1891, 1896, 1901, 1906, 1956, 1998, 2006, 2012 |
| Aberdeen             | 8       | 9          | 1947, 1970, 1982, 1983, 1984, 1986, 1990, 2025 |
| Hibernian            | 3       | 12         | 1887, 1902, 2016 |
| Kilmarnock           | 3       | 5          | 1920, 1929, 1997 |
| Vale of Leven        | 3       | 4          | 1877, 1878, 1879 |
| Saint Mirren         | 3       | 3          | 1926, 1959, 1987 |
| Clyde                | 3       | 3          | 1939, 1955, 1958 |
| Dundee United        | 2       | 8          | 1994, 2010 |
| Motherwell           | 2       | 6          | 1952, 1991 |
| Third Lanark †       | 2       | 4          | 1889, 1905 |
| Renton †             | 2       | 3          | 1885, 1888 |
| Falkirk              | 2       | 3          | 1913, 1957 |
| Dunfermline Athletic | 2       | 3          | 1961, 1968 |
| St. Johnstone        | 2       | -          | 2014, 2021 |
| Dumbarton            | 1       | 5          | 1883 |
| Dundee FC            | 1       | 4          | 1910 |
| Airdrieonians        | 1       | 3          | 1924 |
| East Fife            | 1       | 2          | 1938 |
| Partick Thistle      | 1       | 1          | 1921 |
| Greenock Morton      | 1       | 1          | 1922 |
| Inverness            | 1       | 1          | 2015 |
| St Bernard's †       | 1       | -          | 1895 |
| Hamilton Academical  | -       | 2          | --- |
| Albion Rovers        | -       | 1          | --- |
| Cambuslang †         | -       | 1          | --- |
| Clydesdale †         | -       | 1          | --- |
| Gretna †             | -       | 1          | --- |
| Raith Rovers         | -       | 1          | --- |
| Thornliebank †       | -       | 1          | --- |
| Queen of the South   | -       | 1          | --- |
| Ross County          | -       | 1          | --- |

- † Equipo desaparecido.